# Call Me Baby
Call Me Baby – singel grupy EXO, wydany cyfrowo 28 marca 2015 roku przez wytwórnię SM Entertainment. Singel ukazał się w dwóch wersjach językowych: edycji koreańskiej i mandaryńskiej. Utwór promował album EXODUS.
Singel „Call Me Baby” został opublikowany za pośrednictwem różnych serwisów muzycznych 28 marca 2015 roku. Teledyski do obu wersji utworu ukazały się 30 marca 2015 na oficjalnym kanale YouTube wytwórni.
Utwór został dobrze przyjęty przez krytyków i odniósł sukces komercyjny. Uplasował się na drugiej pozycji rankingu Gaon Chart w Korei Południowej. Koreańska wersja piosenki sprzedała się w Korei Południowej w nakładzie ponad 951 930 egzemplarzy (stan na grudzień 2015 r.), a chińska – 70 400 egzemplarzy (stan na kwiecień 2015 r.).

## Notowania
Wer. kor.
| Lista (krajowe)                   | Pozycja |
| --------------------------------- | ------- |
| Gaon Weekly Digital Chart         | 2       |
| Gaon Monthly Digital Chart        | 2       |
| Gaon Yearly Digital Chart         | 7       |
| Gaon Weekly Download Chart        | 2       |
| Gaon Monthly Download Chart       | 7       |
| Gaon Yearly Download Chart        | 46      |
| Gaon Streaming Chart              | 3       |
| Gaon Weekly BGM Chart             | 1       |
| Gaon Weekly Mobile Ringtone Chart | 12      |
| Billboard Canadian Hot 100        | 98      |

Wer. chiń.
| Lista (międzynarodowe)      | Pozycja |
| --------------------------- | ------- |
| Gaon Weekly Digital Chart   | 3       |
| Gaon Monthly Digital Chart  | 8       |
| Gaon Yearly Digital Chart   | 61      |
| Gaon Weekly Download Chart  | 3       |
| Gaon Monthly Download Chart | 9       |
| Gaon Streaming Chart        | 7       |
| Gaon Weekly BGM Chart       | 9       |